# Inuktitut (magazine)
Pour la langue, voir Inuktitut.
Inuktitut (en syllabaire inuktitut : ᐃᓄᒃᑎᑐᑦ) est un magazine biannuel canadien publié par l'Inuit Tapiriit Kanatami en quatre langues : l'inuktitut (en syllabaire inuktitut), l'inuinnaqtun, l'anglais et le français,.
Le magazine est fondé en 1959, d'abord publié par le gouvernement du Canada, puis par l'Inuit Tapiriit Kanatami.